# Tanjungsari (Agrabinta)
Tanjungsari is een bestuurslaag in het regentschap Cianjur van de provincie West-Java, Indonesië. Tanjungsari telt 3407 inwoners (volkstelling 2010).